# Royal Academy of Arts
Pour les articles homonymes, voir Academy.
La Royal Academy of Arts est une institution britannique dont l'objectif est la promotion des arts visuels (peinture, gravure, sculpture, architecture…) par des expositions et l'organisation d'un enseignement et de débats. C'est une institution indépendante, fonctionnant sur fonds privés, regroupant des artistes élus par une assemblée générale (un nombre maximum de 40 à l'origine, 50 depuis 1972, 80 depuis 1991). Son siège, Burlington House, est situé à Londres sur l'artère de Piccadilly.
Elle a été fondée le 10 décembre 1768 par un acte personnel du roi George III. Son premier président fut le peintre Joshua Reynolds. Son premier siège, trop étroit, se trouvait sur Pall Mall. Dès 1771, elle fut transférée dans Somerset House, alors palais royal, dans une partie spécialement dédiée à partir de 1780. En 1837, l'institution se transporta sur Trafalgar Square, dans une aile du bâtiment récemment construit de la National Gallery, et enfin elle s'installa à Burlington House, son siège actuel, à l'occasion de son centenaire, en 1868.
La Royal Academy organise deux expositions par an : une en hiver consacrée à l'art ancien, une en été consacrée aux œuvres des artistes vivants. L'institution possède aussi une collection permanente (dont le joyau est le Tondo Taddei de Michel-Ange). Les « Écoles de la Royal Academy » (Royal Academy Schools) constituent le plus ancien établissement britannique consacré à l'enseignement des arts visuels (et longtemps le seul). Cet enseignement s'inspira à l'origine de celui de l'Académie royale de peinture et de sculpture, qui existait à Paris depuis 1648. Les étudiants sont actuellement au nombre de 60, le cursus dure trois ans, et l'enseignement est gratuit depuis la fondation. La première étudiante fut admise en 1860. Les étudiants peuvent exposer leurs œuvres deux fois l'an. La bibliothèque, la plus ancienne du Royaume-Uni consacrée aux arts visuels, contient 65 000 volumes.
Le financement de l'institution, qui ne reçoit rien de l'État, est assuré par les billets des expositions, les activités commerciales (boutique, etc.), le mécénat d'entreprise et une association appelée les Amis de la Royal Academy (Friends of the Royal Academy), fondée en 1977 et qui comptait près de 90 000 adhérents en 2007.

## Présidents
| Président              | Mandat            |
| ---------------------- | ----------------- |
| Joshua Reynolds        | 1768–1792         |
| Benjamin West          | 1792–1805         |
| James Wyatt            | 1805–1806         |
| Benjamin West          | 1806–1820         |
| Thomas Lawrence        | 1820–1830         |
| Martin Archer Shee     | 1830–1850         |
| Charles Lock Eastlake  | 1850–1865         |
| Francis Grant          | 1866–1878         |
| Lord Leighton          | 1878–1896         |
| John Everett Millais   | février–août 1896 |
| Edward Poynter         | 1896–1918         |
| Aston Webb             | 1919–1924         |
| Frank Bernard Dicksee  | 1924–1928         |
| William Llewellyn      | 1928–1938         |
| Edwin Lutyens          | 1938–1944         |
| Alfred Munnings        | 1944–1949         |
| Gerald Kelly (en)      | 1949–1954         |
| Albert Richardson (en) | 1954–1956         |
| Charles Wheeler (en)   | 1956–1966         |
| Thomas Monnington      | 1966–1976         |
| Hugh Casson            | 1976–1984         |
| Roger de Grey          | 1984–1993         |
| Philip Dowson          | 1993–1999         |
| Phillip King           | 1999–2004         |
| Nicholas Grimshaw      | 2004–2011         |
| Christopher Le Brun    | 2011–2019         |
| Rebecca Salter         | 2019–actuellement |

## Collections

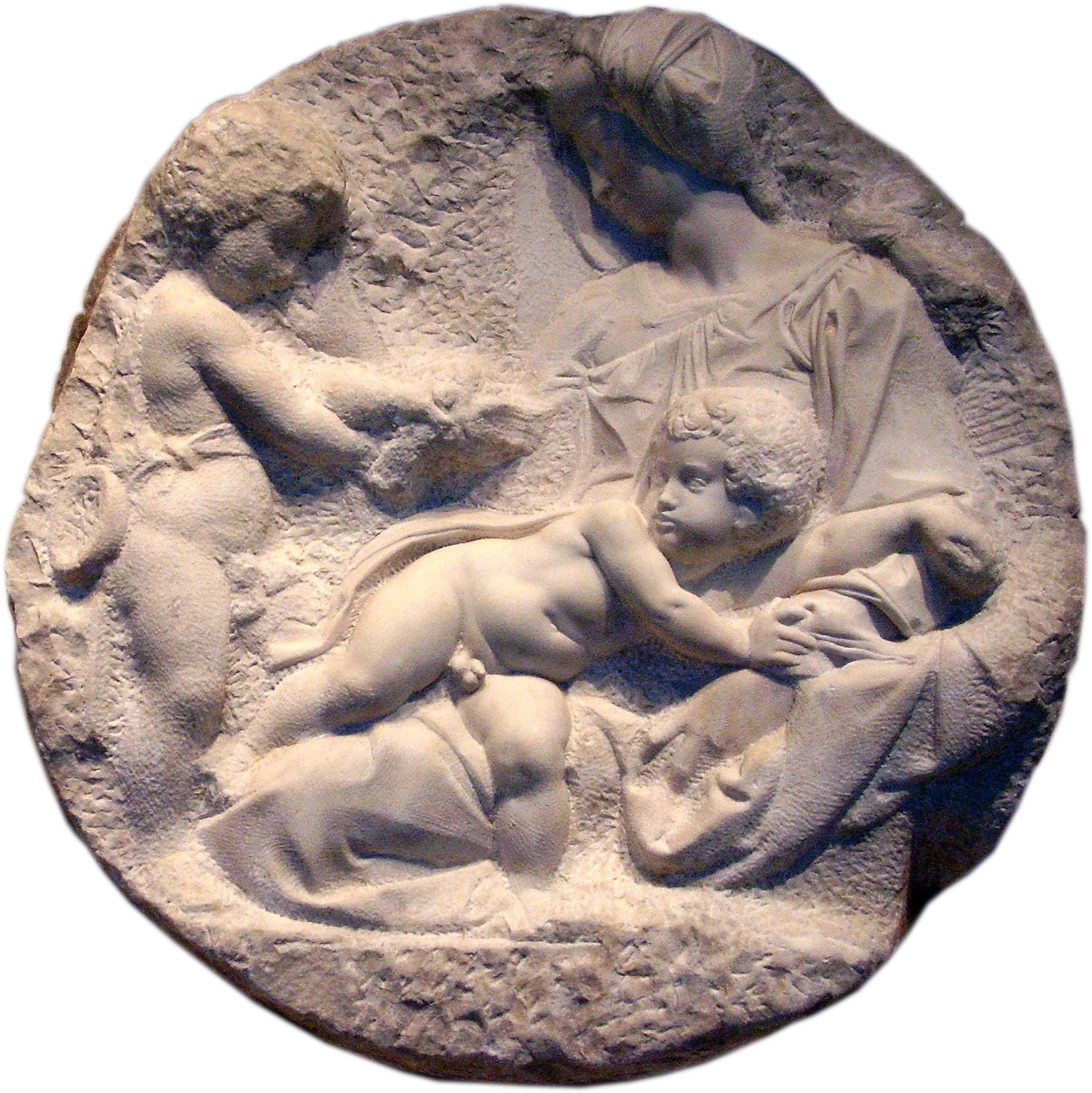
Tondo Taddei, par Michel-Ange, vers 1504-1505.
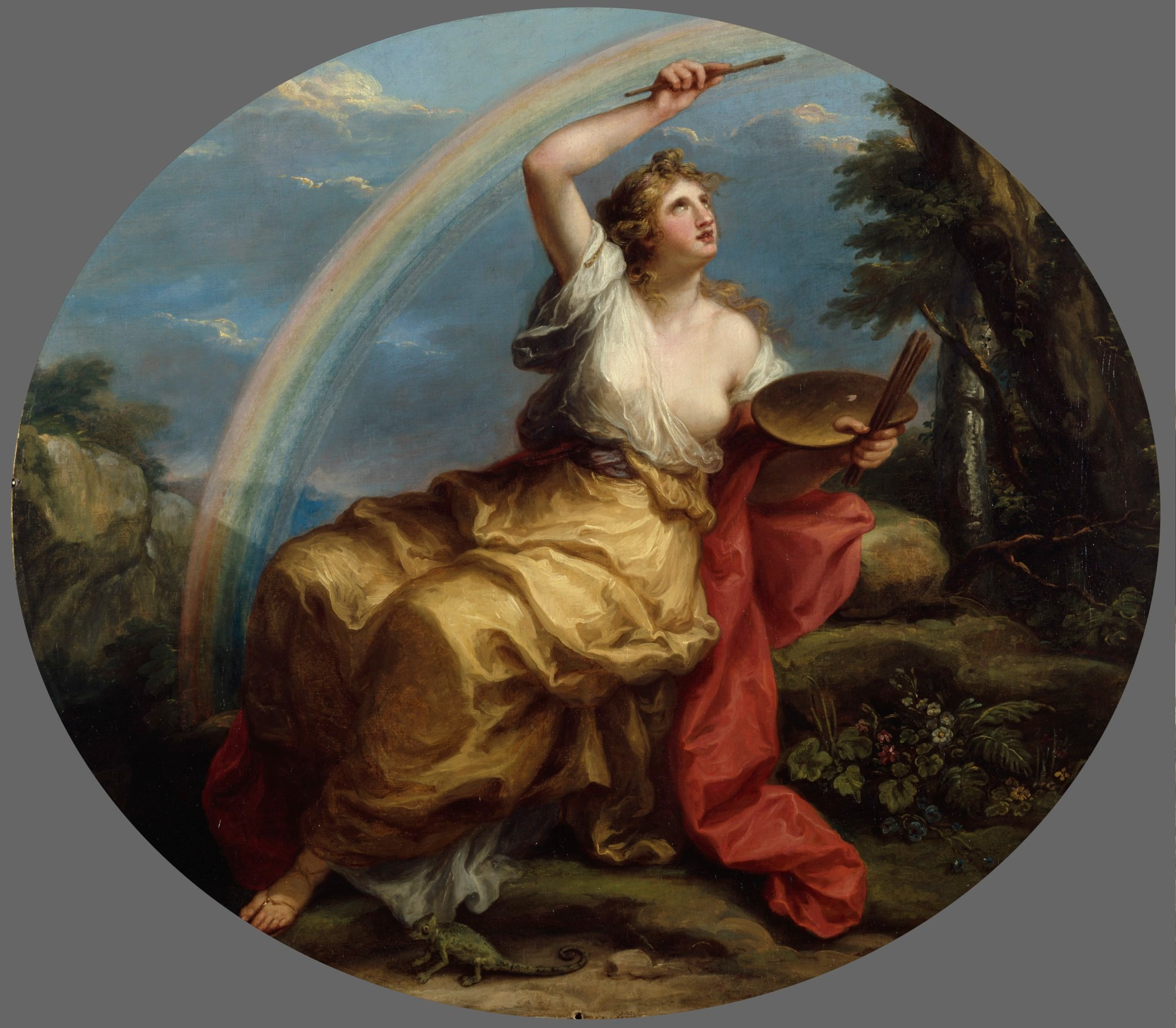
La Couleur, par Angelica Kauffmann, 1778-1780.
Autoportrait, par Joshua Reynolds, vers 1780.
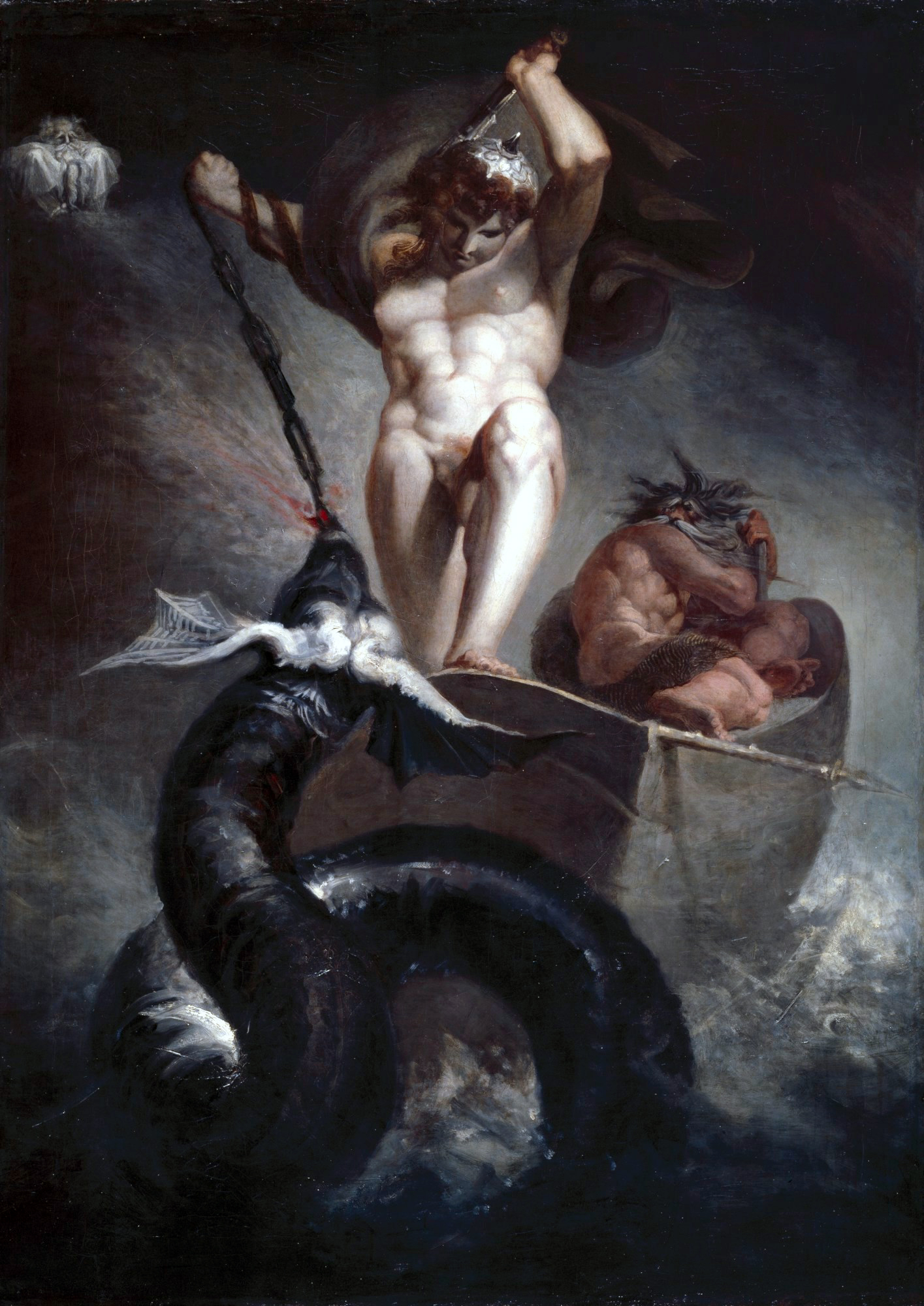
Thor luttant contre le serpent de Midgard, par Johann Heinrich Füssli, 1790.
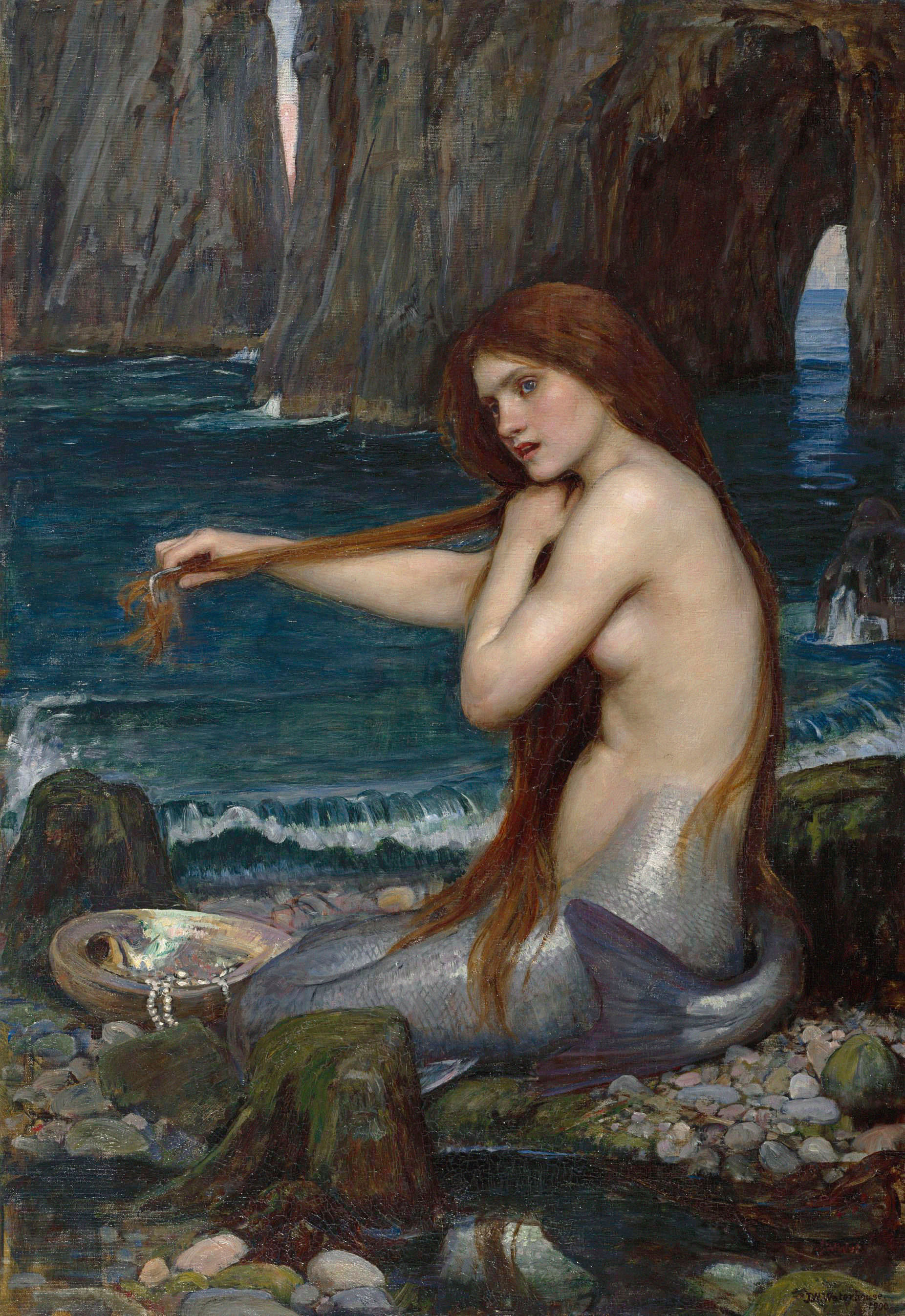
Une sirène, par John William Waterhouse, 1900.